# 눈물이 멈추지 않는 방과후
나미다가 도마라나이 호카고(涙が止まらない放課後 눈물이 멈추지 않는 방과후[*])는 2004년 11월 3일에 발매된 모닝구무스메의 스물네 번째 싱글이다.

## 개요
- 콘노 아사미의 첫 번째 메인 보컬 싱글이다.

- 콘노 아사미는 이 곡의 싱글 뿐만 아니라 이 곡이 수록 된 사랑의 제6감 자켓 사진에서도 중심에 위치하고 있다.

- 층쿠♂는 이 곡을 "처음부터 콘노 아사미가 부르는 것을 상정(想定)하고 만든 곡"이라고 설명하였다.[1]

## 수록곡
1. 涙が止まらない放課後
작사, 작곡 : 층쿠 / 편곡 : 스즈키 슌스케
2. 寝坊です。デートなのに…
작사, 작곡 : 층쿠 / 편곡 : AKIRA
3. 涙が止まらない放課後 (Instrumental)

## 참여 뮤지션
※괄호는 트랙 번호
- 스즈키 슌스케 - 프로그래밍, 기타 (1)
- 스팅 미야모토 - 베이스 기타 (2)
- 이이다 히로시 - 퍼커션 (1)
- AKIRA - 프로그래밍, 코러스 (2)

## 차트
- 주간최고순위 4위 (오리콘 차트)